# Paralamyctes prendinii
Paralamyctes prendinii är en mångfotingart som beskrevs av Edgecombe 2003. Paralamyctes prendinii ingår i släktet Paralamyctes och familjen fåögonkrypare. Inga underarter finns listade i Catalogue of Life.